# 감격의 일기
"감격의 일기"는 한국에서 제작된 신경균 감독의 1945년 다큐멘터리 영화이다. 최운봉 등이 주연으로 출연하였다.

## 출연

### 주연
- 최운봉
- 김소영
- 복혜숙
- 조용자

## 기타
- 조명: 김성춘